# فرانشيشك ألتر
فرانشيشك ألتر (بالبولندية: Franciszek Alter)‏ هو ضابط بولندي، ولد في 22 نوفمبر 1889 في لفيف في أوكرانيا، وتوفي في 23 يناير 1945 في غارميش-بارتنكيرشن في ألمانيا.